# Studnica (dopływ Wieprzy)
Studnica (niem. Stüdnitz, dawniej Stiednitz) – rzeka w zachodniej części województwa pomorskiego.
Obszar źródliskowy rzeki znajduje się w zachodniej części Pojezierza Bytowskiego, na południowy wschód od Miastka (rzeka wypływa z jeziora Studzieniczno Małe położonego na wysokości 165 m n.p.m.). Długość rzeki wynosi 38 km, a obszar dorzecza zajmuje 315 km². Rzeka przepływa przez Miastko i leśną pradolinę Wysoczyzny Polanowskiej, uchodząc do Wieprzy na południe od Biesowic.
Rzeka stanowi wodny szlak spływów kajakowych.
Studnica ma charakter rzeki górskiej.
W miejscu ujścia Studnica jest szersza od Wieprzy, do której wpada.

## Dorzecze Studnicy
Lista wszystkich nazwanych cieków wodnych w dorzeczu Studnicy:
```
   
Studnica

   ├───L───
Dzika

   ├───L───
Białka

   ├───L───
Świerzynka

   ├───L───
Pierska Struga

   ├───P───
Węgorzynka

   └───L───
Pląsa
```